# California Extreme
California Extreme (CAX) est un salon consacré aux jeux d'arcade (jeu vidéo d'arcade, flipper…). qui se tient tous les ans au mois de juillet depuis 1997 à Santa Clara en Californie,.

## Description
California Extreme se déroule tous les ans aux États-Unis, à Santa Clara. Le but de cet évènement n'est pas de présenter des nouveautés mais de proposer un large éventail de jeux anciens ou rares ou qui ont marqué l'Histoire. Il s'y tient également des conférences avec des créateurs de jeux d'arcade ou des acteurs du monde de l'arcade.